# Cohete aéreo subcalibrado de 57,2 mm
El 2.25-Inch Sub-Caliber Aircraft Rocket o SCAR (en castellano: Cohete aéreo subcalibrado de 2,25 pulgadas), era un cohete desarrollado por la Armada de Estados Unidos durante la Segunda Guerra Mundial, capaz de simular a los cohetes aéreos que en esa fecha estaban entrando en servicio operacional, el SCAR fue usado para entrenar a los pilotos en el uso de ese nuevo tipo de arma, y continuó en servicio durante la década de los años 1950.

## Desarrollo
Con la introducción del cohete aéreo disparado hacia adelante de 89 mm y del cohete aéreo disparado hacia adelante de 127 mm, surgió la necesidad de entrenar a los pilotos en las tácticas apropiadas para usar estas nuevas armas. Este requerimiento resultó en el desarrollo de un cohete exclusivo para entrenamiento para la Armada de Estados Unidos.
Designado como cohete aéreo subcalibrado de 2,25 pulgadas, el cohete resultante fue un proyecto conjunto entre la Bureau of Ordnance y el National Defense Research Committee. Como su nombre implicaba, el cohete estaba diseñado como un arma subcalibrada cuando se comparaba con el FFAR, teniendo sólo 2,25 pulgadas (57,2 mm) de diámetro, pero con el peso distribuido para ser balísticamente similar a las armas operacionales más grandes. Variando la cantidad de propelente en el motor del SCAR se podían producir simulaciones exactas de las características de vuelo de todos los modelos del FFAR.

## Historia operacional

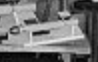
SCAR del año 1948

Después de su desarrollo, el SCARF entró en producción a plena escala en enero de 1945, hacia julio la mitad de la producción de cohetes aviones, para la Armada de Estados Unidos, consistía de cohetes SCAR. El SCAR fue usado ampliamente en la última parte de la Segunda Guerra Mundial como un proyectil de entrenamiento para el FFAR, y más tarde para el Cohete aéreo de alta velocidad (HVAR).
Después del fin de la guerra, permaneció en producción, y continuó en servicio operacional durante la década de los años 1950. Recortes presupuestarios previo al inicio de la guerra de Corea significaron que el SCAR era el único cohete usado en entrenamiento por la mayoría de los pilotos.
A pesar de su pequeño tamaño, el SCAR podía ser peligroso. En 1957, un accidente a bordo del portaviones USS Kearsarge fue causado por el encendido no intencional de un cohete SCAR. Tan recientemente como el año 2004, cohetes SCAR usados aún eran encontrados ocasionalmente en las áreas que habían sido usadas como polígonos de bombardeo durante la Segunda Guerra Mundial.